# 박두춘
박두춘(朴斗春, 1959년 12월 8일, 부산광역시 남구 용호동 ~ )는 대한민국의 제5·6대 부산광역시 남구의원이다.

## 학력
- 용호국민학교 졸업
- 부산동중학교 졸업
- 부산경상대학 부동산 경영학 졸업
- 동의대학교 대학원 법학박사 수료
- 동의대학교 평생교육원 부동산 경영학 학사과정 수료

## 경력
- 용호초등학교 총동문회 회장
- LG메트로시티 통장협의회 회장
- LG메트로시티 청소년 보호위원
- 용호새마을금고 이사
- 용호향우회 재무
- 용호1동 장학회
- 용호동 제당보존회 총무
- 용호동 제당보존회 감사
- 용호1동 새마을지도자 자문위원장
- 분포고등학교 운영위원회 위원장
- 용호초등학교 운영위원
- 한국방송통신대학교 총동문회 정치문화연구회 자문위원
- 2006.07 ~ 2010.06 제5대 부산광역시 남구의회 의원
- 2006.07 ~ 2008.07 제5대 부산광역시 남구의회 전반기 사회산업도시위원회 위원
- 2006.07 ~ 2008.07 제5대 부산광역시 남구의회 전반기 운영위원회 위원
- 2006.07 ~ 2008.07 제5대 부산광역시 남구의회 전반기 예산결산특별위원회 위원장
- 2008.07 ~ 2010.06 제5대 부산광역시 남구의회 후반기 총무위원회 위원
- 2008.07 ~ 2010.06 제5대 부산광역시 남구의회 후반기 예산결산특별위원회 위원
- 환경보호국민운동본부 남구 지부장
- 한일한우리 복지회 자문위원
- 한울나눔회, 심우회, 사랑나눔용명회 후원회 회장
- 환경보호국민운동본부 남구 본부장
- 대한민국 특전동지회 재난구조협회 경남지부 고문
- 민주평화통일자문회의 부산 남구협의회 간사
- 전국산림보호 부산광역시협의회 남구 지부장
- 2010.07 ~ 2014.06 제6대 부산광역시 남구의회 의원
- 2010.07 ~ 2012.07 제6대 부산광역시 남구의회 전반기 주민복지도시위원회 위원장
- 2010.07 ~ 2012.07 제6대 부산광역시 남구의회 전반기 예산결산특별위원회 부위원장
- 2012.07 ~ 2014.06 제6대 부산광역시 남구의회 후반기 주민복지도시위원회 위원
- 부산시 남구 용호1동 주민자치위원회 위원장
- 무가선 트램 오륙도선 추진위원회 위원장
- 국회방송저널 취재국장

## 수상
- 2009 대통령 표창 수상
- 2009 부산장애인인권포럼 우수의원상 수상
- 2009 (사)환경보호 국민운동본부 대한민국 국민상
- 2012 자랑스런 대한민국 의정활동부분 시민대상 수상
- 2012 대한민국 충효대상 수상
- 2013 한국을 빛낸 자랑스런 한국인 사회복지봉사 대상 수상

## 역대 선거 결과
|  | 24.11% |

|  | 42.62% |

|  | 22.01% |